# Angelus Novus (Shehu)
Pour les articles homonymes, voir Angelus Novus.
Angelus Novus  est un roman de Bashkim Shehu paru en 2005 à Tirana en Albanie.

## Note
Le roman de Bashkim Shehu met en parallèle des éléments de la vie de l'écrivain Walter Benjamin (1892-1940) avec la vie d'un prisonnier politique détenu à la prison de Burrel pendant les dernières années de dictature en Albanie. Écrit d'une manière fragmentaire et à la première personne, le livre progresse comme un témoignage adressé par un narrateur à son lecteur. Il mène une réflexion sur l'histoire, véhiculée de parole de prisonnier en parole de prisonnier, et sur le mécanisme de la fiction littéraire, dont le creuset est l'histoire. Ce livre s'inspire de faits vécus par l'auteur et de faits rapportés sur la mort de Walter Benjamin. Dans ce roman, Bashkim Shehu écrit sur son passé et sur l'Histoire en suggérant un parallèle entre la conception de l'Histoire de Walter Benjamin, philosophe de l'École de Francfort, et son histoire personnelle vécue à la prison de Burrel, où les histoires que se racontent sans cesse les prisonniers reconstruisent peu à peu l'Histoire.

## Résumé
Après avoir été changé de cellule, le narrateur fait la connaissance de son futur ami, Mark Gjoka (ou Mark Shpendi), un homme dont il avait entendu parler par d'autres codétenus. En faisant quotidiennement des allées et venues dans la cour de la prison pendant l'horaire de promenade tout en parlant, le narrateur remarque la vive curiosité de Mark pour les livres et cette étonnante faculté qu'il a de citer pratiquement mot pour mot les quelques textes qu'il a eus entre les mains. Après lui avoir fait part de sa surprise et confié que Walter Benjamin rêvait d'écrire un livre rien qu'avec des citations, le narrateur lui cite un extrait du commentaire du tableau de Paul Klee Angelus novus. 

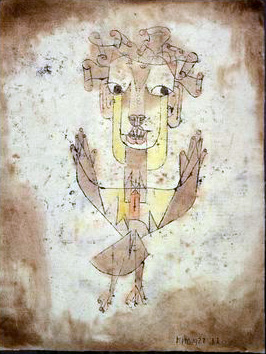
Angelus novus.

Ce texte de Walter Benjamin fait tout particulièrement écho en lui. Même sans avoir poursuivi d'études, Mark fait preuve d'un grand intérêt pour les questions philosophiques qui touchent à l'histoire. Les théories qu'il construit ont à voir avec sa profonde envie de découvrir l'inconnu. Dès sa jeunesse, il souhaite fuir le confinement des montagnes albanaises pour parcourir « les autoroutes du monde ». Il est d'ailleurs emprisonné pour vingt ans pour avoir franchi la frontière entre l'Albanie et la Yougoslavie.
Située dans le nord montagneux de l'Albanie, la prison de Burrel est un lieu dont on ne s'évade pas. Il est même quasiment impossible de s'y suicider. Pour supporter les conditions extrêmes et survivre là où n'existe aucune perspective d'évasion et où pèse à tout moment l'éventualité d'être recondamné à une peine d'emprisonnement plus longue, ou condamné à mort, les deux codétenus ont besoin d'échappatoires mentales. Et malgré le manque d'information ou l'absence de livres, ils construisent leurs théories de survie en méditant et en se parlant. Le narrateur cite de mémoire à son ami des textes philosophiques ou littéraires lus avant son emprisonnement, pour la plupart interdits par le régime totalitaire albanais, mais auxquels il avait accès, grâce au privilège d'être le fils d'une personnalité politique puissante. Textes sur lesquels Mark rebondit sans relâche.
L'Angelus Novus représente, d'après Walter Benjamin, l'ange de l'histoire, c'est une parabole prémonitoire, peut-être, de la situation qu'il trouvera à Portbou après avoir franchi les Pyrénées à pied par un sentier de montagne en septembre 1940, quand pour fuir le nazisme et embarquer à Lisbonne pour rejoindre ses compagnons de l'École de Francfort à New York, le philosophe arrive dans une ville dévastée et s'y suicide.
Le narrateur découvre que Mark Gjoka (ou Mark Shpendi) et Walter Benjamin ont de troublantes affinités, non seulement dans leurs centres d'intérêt et leur manière de penser, mais aussi dans leur manière commune de s'exprimer, sous la forme de fragments et en mêlant philosophie et littérature. De plus ils font preuve d'une même ferveur pour l'inaccessible et ils ont tous les deux un penchant pour le suicide. Mark semble involontairement s'identifier à Walter Benjamin. En comprenant cela, le narrateur se sent coupable, comme si d'avoir parlé de Walter Benjamin à son ami allait lui faire suivre le même destin, et ce surtout après la tentative de suicide que fait Mark à l'équinoxe du printemps 1987.
Mark ne refera pas de tentative de suicide. Mais après la chute de la dictature, une fois libéré et au moment où toutes les conditions sont réunies pour qu'il ait enfin accès à la « grande autoroute du monde », il ne souhaitera plus partir.
En 2000, le narrateur désormais résidant de Barcelone se rend à Portbou pour le soixantième anniversaire de la mort de Walter Benjamin. Ce sentiment de proximité entre Walter Benjamin et son ancien compagnon de détention lui revient. Il souhaitera reprendre contact avec lui pour écrire un livre sur cette étonnante proximité. En écrivant ce livre, il souhaite, à la manière de Flaubert, venger Mark.